# Ерёмин, Алексей Михайлович
Алексей Михайлович Ерёмин (30 апреля 1915, Иваново-Вознесенск, Российская империя — 1969) — советский футболист.

## Карьера
На юношеском уровне футболом организованно не занимался. За карьеру выступал в советских командах «Красное Знамя» Иваново и «Спартак» Москва. За «Спартак» провёл один матч 5 сентября 1936 года, выйдя на замену в домашней игре чемпионата СССР с московским «Локомотивом».
Участник Великой Отечественной войны. Вернулся с фронта с тяжелым ранением. В ходе боев Ерёмин потерял кисть левой руки. Несмотря на это, он не завершил свою карьеру и после возобновления первенства, вошёл в состав команды «Динамо» (Иваново). Тем самым, Алексей Еремин стал первым и единственным футболистом в союзе, игравшим без руки.
После завершения карьеры игрока входил в тренерский штаб команды «Красное Знамя» Иваново.
Помимо Алексея Еремина в футбол играли и его старшие братья: Александр, Михаил, Яков, Николай и Сергей (последние двое вместе с ним выступали в ивановской «Основе»).

## Достижения
- Чемпион СССР — 1936 (осень)
- Обладатель кубка РСФСР — 1940